# イスタンブル・フットゥボル・リギ1905-1906
イスタンブル・フットゥボル・リギ1905-1906は、オスマン帝国のイスタンブルで開催された第2回目のサッカーリーグである。正式名称は「コンスタンティノープル・フットボール・アソシエーション・リーグ」であった。ジャディ・キュイFCが初優勝した。

## 概要
4クラブによる2回戦総当たりのリーグ戦方式。勝ち点は勝利2、引き分け1、敗北0である。カドゥキョイのクシュディリ・チャユルで全試合が行われた。

## 順位表
| 順位 | チーム             | 試合 | 勝 | 分 | 負 | 得 | 失 | 勝点 |
| ---- | ------------------ | ---- | -- | -- | -- | -- | -- | ---- |
| 1.   | ジャディ・キュイFC | 6    | 6  | 0  | 0  | 18 | 3  | 12   |
| 2.   | イモゲネFC         | 6    | ?  | ?  | ?  | 11 | 7  | 10   |
| 3.   | モダFC             | 6    | ?  | ?  | ?  | 2  | 9  | 2    |
| 4.   | エルピスFC         | 6    | 0  | 0  | 6  | 1  | 13 | 0    |